# في انتظار نبوءة يثرب (شعر)
في انتظار نبوءة يثرب هي مجموعة شعرية للكاتب اليمني الطبيب مروان الغفوري وقد طبعت ونشرت النسخة الأولى منها عام 2006، عن الهيئه العامة للكتاب بصنعاء.